# Labyrinth Boekelo
Het Labyrinth Boekelo of Zoo Labyrinth Boekelo of Labyrinth der zinnen was een dierentuin en belevenistuin gelegen in Boekelo.

## Geschiedenis
Het park werd in 2002 geopend als onderdeel van Hotel Bad Boekelo onder de naam Labyrinth der Zinnen. Het park bestond toen uit verschillende soorten labyrinten en activiteiten en was een groen belevingspark waarin de zintuigen centraal stonden. In 2004 kwam het hotel in handen van een andere eigenaar. Omdat het park niet in het bedrijfsprofiel paste, werd het park verkocht Zodiac Zoos, omdat het bedrijf al plannen had om naast de Labyrinth der Zinnen een dierentuin te openen. Sindsdien werd het park een combinatie van dieren en labyrinten en opende opnieuw de deuren op 23 mei 2005. Het park had in dat jaar nog maar vijf diersoorten.
Na de overname had Zodiac Zoos plannen om het park om te bouwen tot volwaardige dierentuin met een 70-tal diersoorten met enthousiasme van de gemeenteraad. Hier kwam in 2006 na gemeenteraadsverkiezingen een einde aan. De nieuwe toenmalige gemeenteraad keurde de plannen af. In 2009 werd bekendgemaakt dat de dieren uit het park zouden verdwijnen, omdat de gemeenteraad van Enschede niet enthousiast stond achter het idee van het houden van dieren in het park. Er werd besloten om terug te vallen op het oude concept met een avontuurlijk en natuurlijk speel- en belevenispark. In mei 2010 werden de dieren verhuisd naar andere dierentuinen van Zodiac Zoos. In 2010 werd het park echter gesloten, omdat het niet meer in het bedrijfsprofiel paste van Zodiac Zoos.
Nadat het park in 2010 de deuren sloot werd gezocht naar een nieuwe eigenaar. Enkele personeelsleden hadden de organisatie Labyrinth Der Zinnen Bv opgericht en namen het park over. Op 22 november 2012 werd echter het bedrijf failliet verklaard en sloot het park definitief zijn deuren.

## Dieren
In 2005 waren vijf diersoorten toegevoegd aan het park. De plannen waren om meer diersoorten in de toekomst erbij toe te voegen. Echter gingen deze plannen niet door. Van 2005 tot mei 2010 waren de volgende diersoorten aanwezig in het park:
- Ringstaartmaki's
- Wallabies
- Jufferkraanvogels
- Flamingo's
- Europese ooievaars

## Kritiek
In 2010 kreeg het park veel kritiek van bezoekers en omwonenden. Het woordje "Zoo" was namelijk in 2010 verwijderd op de ingang, echter was dit niet gewijzigd op de verkeersborden. Omdat het park vanaf 2010 geen dierentuin meer was, voelde de mensen zich bekocht aangezien de bezoekers het park nog steeds aanzagen als een dierentuin. Zodiac Zoos weerlegde deze kritiek, omdat op de website van het park duidelijk stond aangegeven wat de bezoekers konden verwachten in het park. Echter stond nog op verschillende andere websites dat het park nog een dierentuin was.
Aeres MBO Barneveld ·
Almere Jungle ·
Animal Farm ·
Apenheul ·
AquaZoo Leeuwarden ·
Aquazoo Leerdam ·
Artis ·
Artisklas Haarlem ·
Berkenhof Tropical Zoo ·
BestZoo ·
Botanische Tuinen Universiteit Utrecht ·
Center Parcs Het Heijderbos ·
Centrum voor Natuur- en Milieu Educatie ·
WaterLand Neeltje Jans ·
DierenPark Amersfoort ·
Dierenpark De Oliemeulen ·
Dierenpark Zie-ZOO ·
Diergaarde Blijdorp ·
DoeZoo Insektenwereld ·
Dolfinarium Harderwijk ·
Ecomare ·
Eindhoven Zoo ·
Faunapark Flakkee ·
Fort Kijkduin ·
GaiaZOO ·
Hof van Eckberge ·
Informatiecentrum De Noordwester ·
Kabouterland ·
Kasteelpark Born ·
Koninklijke Burgers' Zoo ·
Dierenpark Hoenderdaell ·
Muzeeaquarium Delfzijl ·
Natuurcentrum Ameland ·
Omnium Goes Tropisch bos ·
Ouwehands Dierenpark ·
Pantropica ·
Passiflorahoeve ·
Plaswijckpark ·
Reptielenhuis De Aarde ·
Reptielenzoo Iguana ·
Safaripark Beekse Bergen ·
Sea Life Scheveningen ·
Stichting AAP ·
Stichting Das & Boom ·
Taman Indonesia ·
Texel ZOO ·
Uilen- en Dierenpark De Paay ·
Van Blanckendaell Park ·
Vlinderparadijs Papiliorama ·
Vlinders aan de Vliet ·
Vlindersafari ·
Vlindertuin De Kas ·
Vlindorado ·
Vogelpark Avifauna ·
Vogelpark Ruinen ·
Vogelrevalidatiecentrum Zundert ·
Wereldtuinen Mondo Verde ·
Wildlands Adventure Zoo Emmen ·
Wonderwereld ·
Zee Aquarium Bergen aan Zee ·
ZooParc Overloon ·
Zoo Veldhoven
Opgeheven: Animali Vogel- en dierenpark · Noorder Dierenpark Emmen · Dierenpark Wassenaar · Dierenpark Wissel · Dolfirama · Dolfirado · Dolfirodam · Grottenaquarium Valkenburg · Fazanterie de Rooie Hoeve · Haagse Dierentuin · Kasteeltuinen Arcen · Klant’s Dierentuin · Klein Costa Rica · Labyrinth Boekelo · Papegaaienpark N.O.P. · Reptielenzoo "SERPO" · Schildpaddencentrum · Stonehenge Wildlife · Tilburgs dierenpark · Tropisch Oosten · Vogel- en wandelpark Abbeweer · Zodiac Zoos